# 元朝伯爵、子爵、男爵列表
元朝制度，郡伯为正四品，郡伯为从四品，县子为正五品，县男为从五品。正从四品封赠父母，爵郡伯、勋正四品上轻都尉，从四品骑都尉，母、妻郡君县君。正五品封赠父母，爵县子、勋骁骑尉，母、妻县君。从五品封赠父母，爵县男、勋飞骑尉，母、妻县君。下表列出元朝時期可考的伯爵、子爵、男爵。

## 伯爵
- 颜无繇，曲阜伯，元统二年，改封为杞国公，谥文裕[2]
- 程颢，河南伯，至顺元年，改封豫国公[2]
- 程颐，伊阳伯，至顺元年，改封洛国公[2]
- 董文蔚，陇西郡伯，泰定年间赠[3]
- 吴安民，渤海郡伯，大德四年赠[4]
- 暢渊，魏郡伯，暢师文祖父，赠[5]

## 男爵
- 临漳县男石抹恒[6]
- 赠象山县男俞述祖[7]
- 赠渔阳县男勘马剌丁